# Gahoroba
Gahoroba är ett vattendrag i Burundi.   Det ligger i provinsen Karuzi, i den centrala delen av landet, 100 kilometer öster om huvudstaden Bujumbura.
Omgivningarna runt Gahoroba är en mosaik av jordbruksmark och naturlig växtlighet. Runt Gahoroba är det ganska tätbefolkat, med 160 invånare per kvadratkilometer.